# Manfred Drexler
Manfred Drexler (* 26. Juni 1951 in Fürth; † 4. Oktober 2017) war ein deutscher Fußballspieler.

## Leben und Karriere
Drexler begann seine Karriere Ende der 1960er Jahre beim SV Frankonia Nürnberg, bevor er 1970 zum Regionalligisten 1. FC Nürnberg geholt wurde. Nachdem er für diesen in 141 Einsätzen (davon zwischen 1970 und 1973 72 Regionalligaspiele mit 28 Treffern) erfolgreich gewesen war, wechselte er 1973 zum SV Darmstadt 98 und stieg mit ihm 1978 in die 1. Bundesliga auf. Im folgenden Jahr wurde er von FC Schalke 04 verpflichtet, bei dem er bis zur Saison 1984/85 spielte, bevor er verletzungsbedingt seine Karriere beenden musste. Er konnte von der Verteidigung über das Mittelfeld bis zum Angriff alle Positionen ausfüllen und erzielte in 180 Zweitligaspielen 63 Tore, in der Bundesliga traf er in 89 Spielen zwölfmal.
Manfred Drexler war der erste Spieler der Bundesliga, der nach einem Fernsehbeweis gesperrt wurde, nachdem er zu Beginn der Saison 1979/80 auf den liegenden Wolfgang Kraus getreten hatte, was eine dreimonatige Sperre nach sich zog.
Nach dem Ende seiner aktiven Laufbahn betätigte er sich als Servicemann von Adidas beim DFB. In dieser Funktion war er bei fast 350 Länderspielen dabei. Nach der EM 2012 schied er bei Adidas aus. Außerdem trainierte Drexler Mannschaften im Jugend- und Amateurbereich. Von 1991 bis 1998 war er Trainer der Jugendabteilung des TSV Winkelhaid, bei dem er von 1998 bis 2000 das Training der ersten Herrenmannschaft übernahm. Von 2001 bis 2006 trainierte er die erste Fußballmannschaft des SV Schwaig, mit der er 2006 in die Bezirksliga Nord im Bezirk Erlangen-Pegnitzgrund aufstieg, und 2006 bis 2014 erneut die erste Mannschaft des TSV Winkelhaid.
Manfred Drexler lebte zuletzt in Ungelstetten. Er war verheiratet und Vater einer Tochter und eines Sohnes.

## Stationen
| 1. FC Nürnberg  | Position   | Liga              | Spiele/Tore |
| --------------- | ---------- | ----------------- | ----------- |
| 1970/1971       | Angriff    | Regionalliga Süd  | 33/16       |
| 1971/1972       | Angriff    | Regionalliga Süd  | 15/2        |
| 1972/1973       | Angriff    | Regionalliga Süd  | 24/10       |
| SV Darmstadt 98 | Position   | Liga              | Spiele/Tore |
| 1973/1974       | Angriff    | Regionalliga Süd  | 32/9        |
| 1974/1975       | Angriff    | 2. Bundesliga-Süd | 27/10       |
| 1975/1976       | Angriff    | 2. Bundesliga-Süd | 18/6        |
| 1976/1977       | Angriff    | 2. Bundesliga-Süd | 35/6        |
| 1977/1978       | Mittelfeld | 2. Bundesliga-Süd | 38/21       |
| 1978/1979       | Mittelfeld | 1. Bundesliga     | 22/4        |
| FC Schalke 04   | Position   | Liga              | Spiele/Tore |
| 1979/1980       | Mittelfeld | 1. Bundesliga     | 18/3        |
| 1980/1981       | Mittelfeld | 1. Bundesliga     | 18/1        |
| 1981/1982       | Mittelfeld | 2. Bundesliga     | 38/11       |
| 1982/1983       | Abwehr     | 1. Bundesliga     | 31/4        |
| 1983/1984       | Abwehr     | 2. Bundesliga     | 24/9        |
| 1984/1985       | Abwehr     | 1. Bundesliga     | -/-         |